# Flygvapnets underrättelseskola
Flygvapnets underrättelseskola (FV UndS) var en truppslagsgemensam underrättelseskola inom svenska flygvapnet som verkade i olika former åren 1973–1997. Förbandsledningen var sista åren förlagd i Uppsala garnison i Uppsala.

## Historik
Flygvapnets underrättelseskola har sina rötter i Fototolkskolan, vilken sedan 1962 hade tillhört armén. Fototolkskolan var lokaliserade till Försvarsstabens lokaler i fastigheten Tre Vapen på Banérgatan i centrala Stockholm. Under början av 1973 antog riksdagen en proposition gällande att skolan skulle överföras till Flygvapnet och lokaliseras till Nyköpings garnison och samlokaliseras med Södermanlands flygflottilj (F 11). Den 1 juli 1973 överfördes skolan till Flygvapnet, men det tog ett år (1 juli 1974) innan skolan flyttade in på flottiljen i Nyköping. I samband med att skolan kom till Nyköping, antogs namnet Underrättelseskolan (UndS). Skolan övertog 111. spaningsflygdivisionen tidigare förläggningsbyggnad. Under de första åren var skolan underställd Operations- och Underrättelseavdelningen (OpUnd) vid flottiljen. År 1976 uppgick skolan tillsammans med underrättelsekompani, och bildade Underrättelseenhet, vilken var direkt underställd flottiljchefen.
År 1975 antog riksdagen regeringens proposition 1975:75, med det beslutades att två flottiljadministrationer inom Flygvapnet skulle avvecklas, där F 11 i Nyköping var en av dem. Därmed beslutades även att Flygvapnets underrättelseskola skulle omlokaliseras till ett kvarvarande flygvapenförband. Valet föll på Bråvalla flygflottilj i Norrköping. Den 1 juli 1980 omlokaliserades skolan tillsammans med Spanings- och underrättelsedetaljen vid Första flygeskadern till Norrköpings garnison och samlokaliserades med Bråvalla flygflottilj. Till en början övertogs 132. jaktflygdivisionen tidigare förläggningsbyggnad. I maj 1982 stod de nya lokalerna till enheterna färdiga, som fick namnet "37". Vid F 13 blev skolan även en självständig enhet, direkt underställd flottiljchefen. År 1984 fastställdes officiellt namnet Flygvapnets underrättelseskola (FV UndS), skolan fick därmed en ställning som en av Flygvapnets fackskolor.
Genom försvarsbeslutet 1992 stod F 13 på tur att avvecklas, ett försvarsbeslut som åter berörde Flygvapnets underrättelseskola. Som ny garnisonsort kom flera alternativ att utredas, bland annat Malmslätt och Karlsborg. I Karlsborgs garnison var vid denna tid Arméns underrättelseskola förlagd, men även F 6 (Västgöta flygflottilj) en flygflottilj inom svenska flygvapnet som verkade i olika former åren 1939–1994, fanns då grupperad i garnisonen. Dock föll valet till sist på Uppsala garnison och Flygvapnets Uppsalaskolor. Under sommaren 1994 flyttades skolan från Norrköping till Uppsala, där den lokaliserades provisoriskt till östra elevflygeln. I juni 1995 stod skolans nya lokaler färdiga, då den västra elevflygeln vid F 20 (by57) hade renoverats och färdigställts efter skolan behov.
Åren 1995–1996 gjordes en statlig utredning om försvarsgrensgemensamma utbildningsplattformar. Där bland annat Försvarsmaktens underrättelse- och säkerhetscentrum (FMUndSäkC) skulle bildas den 1 januari 1998. Detta genom att Arméns underrättelseskola och Flygvapnets underrättelseskola avvecklades, och införlivades med Försvarets tolkskola, och tillsammans sammanfördes till det nya förbandet FMUndSäkC i Uppsala. Den 14 januari 1998 överlämnade chefen F 20 genom en ceremoni sina två skolor till chefen FMUndSäkC. Förutom skolornas uppgifter, ärvde även FMUndSäkC traditionerna från de två avvecklade skolorna.

### Viktigare årtal
- 1973: Skolan bildas den 1 juli.
- 1974: Skolan omlokaliseras officiellt den 1 juli från Stockholm till Nyköping.
- 1980: Skolan påbörjar omlokalisering till Norrköping.
- 1984: Namnet Flygvapnets underrättelseskola (FV UNDS) fastställs officiellt
- 1994: Skolan omlokaliseras officiellt den 1 juli till Uppsala.
- 1997: Skolan upphör officiellt den 31 december 1997.
- 1998: Skolan bildar tillsammans med två andra skolor, Försvarsmaktens underrättelse- och säkerhetscentrum.

## Förbandschefer
- 1973–1991: Övlt Walter "Walle" Jonsson
- 1991–1996: Övlt Lars-Olof "Ludde" Johansson
- 1997: Mj Tomas Olsson

## Namn, beteckning och förläggningsort
| Flygvapnets underrättelseskola | 1973-07-01 | – | 1997-12-31 |

| FV UndS | 1984-??-?? | – | 1997-12-31 |

| Stockholms garnison  | 1973-07-01 | – | 1974-06-30 |
| Nyköpings garnison   | 1974-07-01 | – | 1980-06-30 |
| Norrköpings garnison | 1980-07-01 | – | 1994-06-30 |
| Uppsala garnison     | 1994-07-01 | – | 1997-12-31 |